# Богородиця на Скелі
42°29′12″ пн. ш. 18°41′20″ сх. д. / 42.486666666667° пн. ш. 18.688888888889° сх. д.
Богородиця на Скелі (серб. Госпа од Шкрпјела) - один із островів в Которській затоці, розташований навпроти міста Пераст (Чорногорія), єдиний рукотворний острів на Адріатиці. Назва острова «Госпа-од-Шкрпьєла» означає «Мадонна на рифі» або «Божа Матір на Скелі» (від латинського «scropulus» - «риф»). Являє собою штучний острів, створений шляхом затоплення кораблів, що вийшли із ладу. Для того, щоби ці кораблі щільно сідали на дно, в них попередньо завантажували каміння. 
Острів має форму невеликого витягнутого плато площею в 3030 кв. метрів, на якому розмістився архітектурний ансамбль з декількох будівель - однойменний храм, музей, сувенірна крамниця і маяк. 
Храм на острові побудовано в честь Божої Матері (серб. Црква Госпа од Шкрпјела; хорв. Crkva Gospa od Škrpjela; італ. Chiesa della Madonna dello Scarpello).

## Історія
22 липня 1452 року моряки з Пераста, брати-Мортешичі на рифі в 100 метрах від острова Святого Георгія знайшли ікону Пресвятої Богородиці. Існує припущення, що ікона опинилася на цьому рифі після корабельної аварії. Після знахідки один з братів отримав зцілення від важкої хвороби, яка приносила сильні страждання йому протягом багатьох років. Після того, як про це дізналися місцеві жителі, то стали дуже поважати, шанувати і молитися до ікони.
Відразу на рифі було споруджено щось на зразок невеликої православної каплиці. Протягом двох століть день за днем моряки своїми руками будували поверх рифу острів. Вони затоплювали навколо нього піратські і власні кораблі, які вийшли з ладу, а для того, щоб вони щільно сідали на дно, в них попередньо вантажили каміння. За негласним законом, всі судна, які проходили повз риф, повинні були кидати в воду біля підняжжя камені, щоб створити площу, достатню для побудови храму. Ця традиція збереглася до наших днів. Кожен рік 22 липня жителі Пераста прикрашають свої човни і відправляються на них до острова, щоб кинути до його основи кілька каменів. Яскрава хода отримала статус одного з важливих міських свят і красиву назву - Фашинада. Ця проста і вже ритуальна дія зміцнює острів, захищаючи його від розмивання.
Церква Богородиці була остаточно зведена в 1630 році. Вважається, що церква допомагає морякам в небезпечних плаваннях. На жаль, після сильного землетрусу в 1667 році церкву довелося реконструювати, і, в 1722 році вона з'явилася в остаточному вигляді в візантійському стилі. В роботах по її оформленню брав участь Тріпо Коколя - живописець, один з найталановитіших майстрів стилю «бароко» Східного Середземномор'я XVII століття. Його найвідоміша робота - фреска в 10 метрів під назвою "Смерть Богородиці".
Одна з головних прикрас храму з'явилася тут в 1796 році. Скульптор із Генуї Антоніо Капелано виготовив вівтар з 4-х порід мармуру. На нього встановили ікону Богоматері, яка була написана художником Ловро Добришевичем в середині XV століття.